# 马克斯·尤伟
马赫希利斯·“马克斯”·厄弗（荷蘭語：Machgielis "Max" Euwe，發音：[ˈøːʋə]；1901年5月20日—1981年11月26日），荷兰国际象棋棋手、特级大师。

## 生平
厄弗在1935年国际象棋世界冠军对抗赛中击败卫冕冠军阿廖欣，成为历史上第五位国际象棋世界冠军。1970年至1978年间，他曾出任国际棋联主席。阿姆斯特丹有纪念他的马克斯·厄弗中心可以参观。

## 画廊

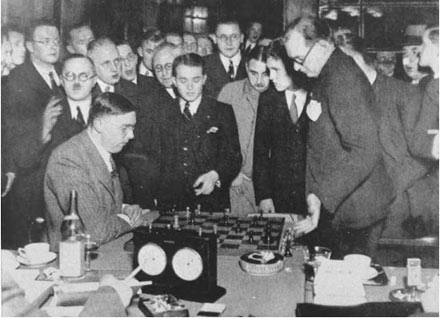
1935年的马克斯·厄弗
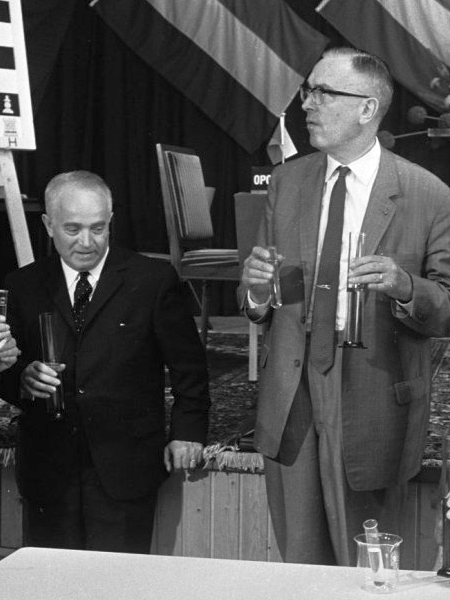
1969年的马克斯·厄弗
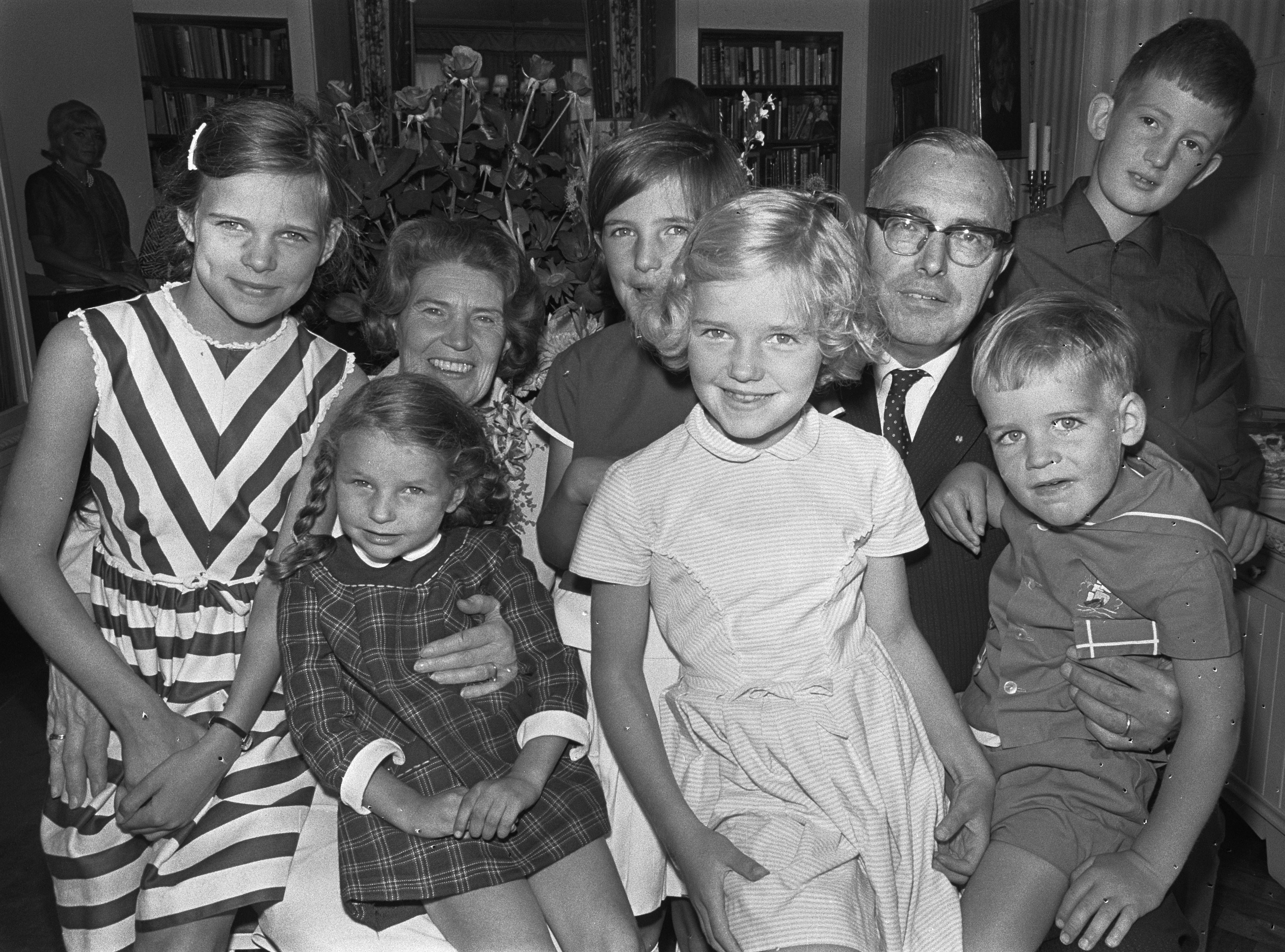
马克斯·厄弗和妻子在1966年8月3日庆祝40周年结婚纪念日，周围围绕他们的孙辈
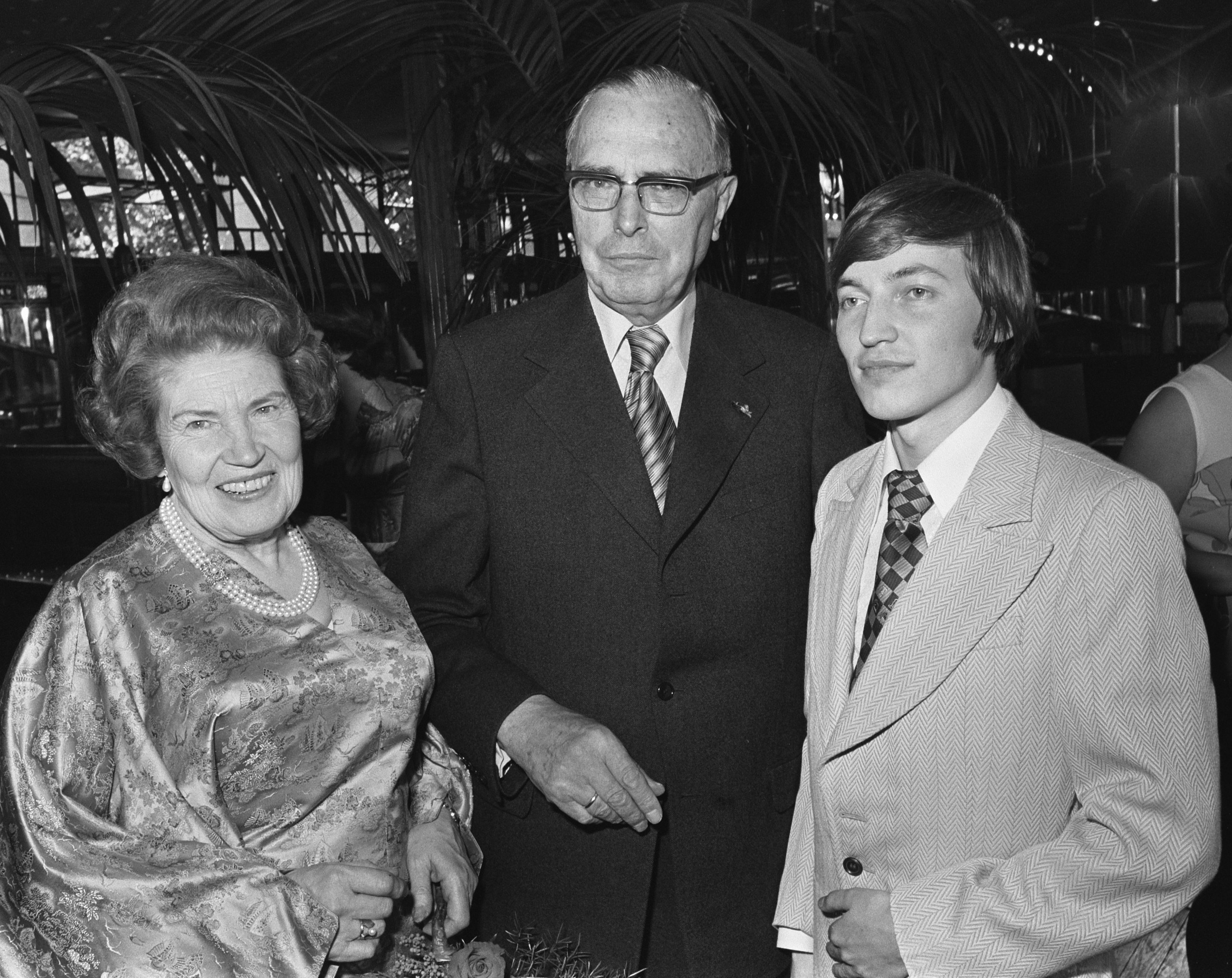
1976年马克斯·厄弗和妻子遇见阿纳托利·叶夫根耶维奇·卡尔波夫
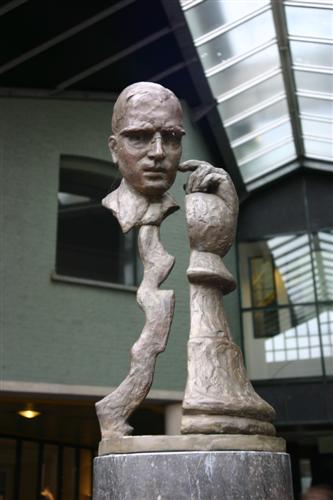
阿姆斯特丹马克斯·厄弗雕塑，José Fijnaut作品